# 震災善後処理公債
震災善後処理公債（しんさいぜんごしょりこうさい）とは、関東大震災後の復興事業のために発行された一連の内国債・外債のこと。
1923年9月1日の関東大震災を受けて、第2次山本内閣は復興事業のために必要な財源確保のために震災善後公債法を制定して同年12月24日に公布された。当初は発行上限を4億6850万円としていたが、翌1924年7月になって復興事業以外の震災救援策にも充てるために上限が10億7300万円に引き上げられた。

## 概要
同法に基づいて震災善後公債1億7700万円ならびに5分利国庫債券2418万円が出された。ところが、第1次世界大戦後の不況と震災そのものの日本経済に対する打撃によって多額の国債消化は困難であり、更に折しも20年前の日露戦争の際に戦費調達のために2度にわたって発行された外債の償還期限が迫っていた。そのため、第2次山本内閣の井上準之助大蔵大臣は大蔵省駐英財務官森賢吾に命じて外債発行のために欧米銀行団との交渉を命じた。1924年2月、森はニューヨークで6分半利付米貨公債1億5000万ドル（約3億円）及びロンドンで6分利付英貨公債2500万ポンド（約2億4400万円）、日本円に換算して総額5億4500万円分の外債発行の合意を取り付けたのである（1924年2月13日米貨公債・英貨公債発行に関する件公布、勅令）。ところが、震災の影響によって日本の対外的な信用が揺らぎ、また欧米銀行団の強気な対応もあって、日本が文明国と認められていなかった明治初期以来の高い利子（6％以上）を求められ、なおかつ銀行側の手数料を引かれると日本側には約4億6600万円の手取り（約86％相当）しか入らないものであった。しかも、前述の外債償還にその多くが回されたために実際に震災復興に回されたのは1億円弱と、「五大国」と称せられていた日本にとっては著しく不利な発行条件を強要されたことから、「国辱公債」との非難を受けた。
なお、この外債発行に関してはこれまでにない特徴が見られた。それまでの日本の外債はロンドンを中心とした国際金融市場で募集が行われていたが、今回はニューヨークでの米貨公債の方が募集額が多く、第1次世界大戦後の国際金融市場の主役がロンドンからニューヨークに移ったことを示す象徴的な事件となった。また、アメリカ国内における発行引受人としてクーン・ローブ商会に代わって新興のモルガン商会が登場したという点においても、特徴的な出来事であった。